# بخش مرکزی شهرستان بوکان
بخش مرکزی شهرستان بوکان یکی از بخش‌های تابعه شهرستان بوکان در استان آذربایجان غربی در شمال غربی ایران است.

## تقسیمات کشوری
دهستان‌های بخش مرکزی
- دهستان آختاچی
- دهستان ایل‌تیمور
- دهستان ایل‌گورک

شهرها: بوکان.

## جمعیت
بنابر سرشماری مرکز آمار ایران درسال۱۳۹۵، جمعیت بخش مرکزی شهرستان بوکان حدود۲۲۵٬۰۰۰ نفر بوده‌است.